# Никола Груловић
Никола Груловић (Бешка, 4. децембар 1888 — Београд, 19. фебруар 1959) био је учесник Првог светског рата, Октобарске револуције и Народноослободилачке борбе, друштвено-политички радник ФНР Југославије, НР Србије и АП Војводине.

## Биографија
Рођен је 4. децембра 1888. године у селу Бешка, код Инђије, у Срему. После завршене основне школе, кренуо је на изучавање обућарског заната, који је учио у Старој Пазови, Иригу, Будимпешти, Бечу и краће време у Минхену, Трсту, Загребу и Сарајеву.
Још током учења заната искусио је тежак живот и положај радничке класе. Године 1906. приступио је синдикалном покрету, а 1910. се у Београду учланио у Српску социјалдемократску партију, Димитрија Туцовића.
Почетком Првог светског рата, мобилисан је од стране Аустроугарске војске и послат на Источни фронт. После заробљавања, ступио је у Југословенски добровољачки корпус, али је касније иступио и прикључио се бољшевицима. Са Максимом Чанком, Николом Ковачевићем и другим формирао је Југословенски револуционарни савез у Кијеву. Почетком 1918. организовао је мањи југословенски одред Црвене гарде с којим је ушао у састав Првог комунистичког Југословенског пука Црвене армије и у коме је постао политички комесар. Био је и члан Секретаријата Југословенске комунистичке групе Руске комунистичке партије (бољшевика). У јануару 1919. дошао је у Југославију са Лазаром Вукичевићем и Лазаром Манојловићем.
По повратку у Југославију, био је учесник Оснивачког конгреса Социјалистичке радничке партије (комуниста). Радио је у Војводини на оснивању комунистичке групе „Пелагић“, чији је био председник. А новембра 1920. године је био један од посланика у Народној скупштини Краљевине Срба, Хрвата и Словенаца, изабраних на листи Комунистичке партије Југославије (КПЈ) у Срему. Био је делегат КПЈ на Трећем конгресу Комунистичке интернационале. Од 1935. године био је члан Покрајинског комитета КПЈ за Србију.
Учесник је Народноослободилачког рата (НОР) од 1941. године. За време рата вршио разне одговорне дужности, био члан Главног штаба НОП одреда Србије, већник Антифашистичког већа народног ослобођења Југославије (АВНОЈ), члан Покрајинског комитета КПЈ за Војводину, члан Народноослободилачког одбора за Војводину и председник Антифашистичке скупштине народног ослобођења Војводине (АСНОВ).
После ослобођења Југославије, 1945. године, био је најпре у дипломатској служби — делегат Југославије у Савезничкој контролној комисији у Букурешту, саветник Југоловенске амбасаде у Москви и југословенски посланик у Хелсинкију. Касније је био председник Републичког већа Народне скупштине Народне Републике Србије. Био члан је Централног комитета Комунистичке партије Србије, Савезног одбора ССРН Југославије и Савезног одбора Савеза бораца Југославије.
Умро је 19. фебруара 1959. године у Београду. Сахрањен је у Алеји народних хероја на Новом гробљу у Београду.
Аутор је књиге Југословени у рату и Октобарској револуцији, која је објављена 1962. године.
Носилац је Партизанске споменице 1941. и других југословенских одликовања, међу којима су два Ордена народног ослобођења, Орден заслуга за народ првог реда, Орден братства и јединства првог реда и Орден за храброст.

## Галерија
- Биста Николе Груловића